# Benjaloud Youssouf
Benjaloud Youssouf (Marsella, Francia, 11 de febrero de 1994) es un futbolista comorense. Juega de centrocampista y su equipo es el F. C. Sochaux-Montbéliard del Championnat National. Es internacional absoluto por la selección de Comoras desde 2015.

## Trayectoria
Se egresó del F. C. Nantes y en 2013 se incorporó al U. S. Orléans donde comenzó su carrera profesional.
El junio de 2017 se unió al A. J. Auxerre.
El 23 de junio de 2021 firmó contrato por dos años con el LB Châteauroux.

## Selección nacional
Descendiente comorense, debutó por la selección de Comoras en 2015.

## Clubes
| Club                      | País    | Año           |
| ------------------------- | ------- | ------------- |
| F. C. Nantes "II"         | Francia | 2012-2013     |
| U. S. Orléans             | Francia | 2013-2017     |
| A. J. Auxerre             | Francia | 2017-2020     |
| Le Mans F. C.             | Francia | 2020-2021     |
| LB Châteauroux            | Francia | 2021-2023     |
| U. S. L. Dunkerque        | Francia | 2023-2025     |
| F. C. Sochaux-Montbéliard | Francia | 2025-presente |

## Palmarés

### Títulos nacionales
| Título               | Club          | País    | Año     |
| -------------------- | ------------- | ------- | ------- |
| Championnat National | U. S. Orléans | Francia | 2013-14 |